# The Billage of Perception: Chapter One
The Billage of Perception: Chapter One — дебютный мини-альбом южнокорейской гёрл-группы Billlie. Альбом был выпущен Mystic Story 10 ноября 2021 года, и распространён компанией Kakao Entertainment. Альбом состоит из шести треков, с ведущим синглом «Ring X Ring».

## Предпосылки и релиз
28 октября 2021 года Mystic Story объявили, что Billie, ранее известные как «Mystic Rookies», дебютируют со своим первым мини-альбомом в начале ноября. В тот же день би-сайд альбома «Flowerld» был предварительно выпущен вместе с лирическим видео в качестве подарка для фанатов. The Billage of Perception: Chapter One и музыкальное видео на его ведущий сингл «Ring X Ring» были выпущены одновременно 10 ноября. Заглавный трек был написан и аранжирован Ли Мин Су на слова Ким Ина, а режиссёром клипа стал Хван Су А: все вместе они известны как «Team IU», поскольку работали над многими треками для южнокорейской певицы и актрисы IU. Участницы Шиюн и Мун Суа также внесли свой вклад в создание рэп-партий. Хореографией занималась Лия Ким, которая руководит танцевальной студией 1Million. «Ring X Ring» содержит таинственную историю, связанную с тем, что произошло в деревне, историю, которая знаменует начало грядущей сюжетной вселенной.

## Продвижение
За несколько часов до выхода The Billage of Perception: Chapter One состоялся шоукейс в прямом эфире. Группа продвигала ведущий сингл на ведущих музыкальных программах и би-сайд «Flipping a Coin» на трёх южнокорейских музыкальных программах, таких как M Countdown, Show Champion и The Show. Их последнее выступление было на концерте K-pop Fly High на канале Arirang TV.

## Коммерческий успех
The Billage of Perception: Chapter One разошелся тиражом 24 698 копий в Южной Корее и достиг 12-го места в чарте альбомов Gaon. Его ведущий сингл «Ring X Ring» не попал в цифровой чарт Gaon, но занял 167-е место в чарте альбомов Gaon.

## Список треков
| №                   | Название                   | Текст песни              | Музыка                                                                                | Arrangement           | Длительность |
| ------------------- | -------------------------- | ------------------------ | ------------------------------------------------------------------------------------- | --------------------- | ------------ |
| 1.                  | «Ring X Ring»              | Kim Eana Siyoon Moon Sua | Lee Min-soo                                                                           | Lee                   | 3:20         |
| 2.                  | «Flipping a Coin»          | Llano                    | Alexander Karlsson (JeL) Alexej Viktorovitch (JeL) Bobii Lewis Cazzi Opeia Ellen Berg | JeL                   | 3:15         |
| 3.                  | «Flowerld»                 | Hoff KZ                  | KZ Kim Tae-young Hoff                                                                 | KZ Kim T.             | 3:23         |
| 4.                  | «The Eleventh Day»         | Le'mon                   | Audi Mok Tilla Hanna Ahmad Izham Omar Zaydro                                          | Mok Hanna Omar Zaydro | 3:31         |
| 5.                  | «Everybody's Got a Secret» | Llano                    | C-Young Anna Timgren                                                                  | C-Young               | 3:02         |
| 6.                  | «The Rumor»                | Kim E. Moon Siyoon       | Anne Judith Stokke Wik Ronny Svendsen Nermin Harambasic Bardur Haberg Samaj Ai Bandeh | Haberg                | 2:50         |
| Общая длительность: | Общая длительность:        | Общая длительность:      | Общая длительность:                                                                   | Общая длительность:   | 19:24        |

## Чарты

### Еженедельный чарт
| Чарт (2021)             | Высшая позиция |
| ----------------------- | -------------- |
| Республика Корея (Gaon) | 12             |

### Ежемесячный чарт
| Чарт (2021)             | Высшая позиция |
| ----------------------- | -------------- |
| Республика Корея (Gaon) | 52             |

## Продажи
| Регион           | Сертификация | Продажи |
| ---------------- | ------------ | ------- |
| Республика Корея | —            | 24,698  |

## История релиза
| Регион | Дата                | Формат                                     | Лейбл                            | Ссылкк |
| ------ | ------------------- | ------------------------------------------ | -------------------------------- | ------ |
| Мир    | 10 ноября 2021 года | Цифровая дистрибуция стриминг компакт-диск | Mystic Story Kakao Entertainment | [ 8 ]  |